# آوازهایی از شرق
آواهایی از شرق (به انگلیسی: Voices from The East) نام نهمین آلبوم رسمی محسن نامجو می‌باشد که در ماه ژوئن ۲۰۱۷ میلادی در خارج از ایران منتشر شد.

## دربارهٔ آلبوم
تهیه‌کننده این آلبوم یک شرکت هلندی است، این آلبوم جدید دارای ۶ قطعه از محسن نامجو و ۶ قطعه از آهنگسازان دیگر از خاورمیانه است که توسط ارکستر ان بی ئی (NBE) تنظیم و اجرا شده‌است.

## فهرست قطعات
1. Zolf
2. Terra aria
3. Sanama
4. Qashqai
5. Beirut
6. Hichi
7. Poucha Dass
8. Daf
9. Ballad at the End of Time
10. Gitti de gitti
11. Nobahari
12. Davet

## عوامل
- آهنگ:
- تنظیم:
- تهیه‌کننده:
- مسترینگ:
- گرافیک:
- اسپانسر: